# Petalodontiformes

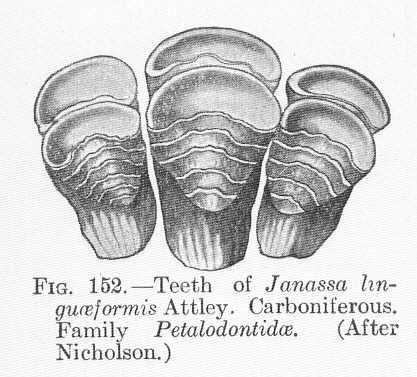
Zähne von Janassa linguaeformis

Die Petalodontiformes, auch Petalodontida genannt, sind eine ausgestorbene Gruppe von Knorpelfischen, die vor allem durch Funde fossiler Zähne bekannt ist und vom Unterkarbon bis zur Obertrias vorkam. Die Zähne sind breit, besitzen flache, rautenförmige Oberflächen und bildeten wahrscheinlich ein kräftiges Pflasterzahngebiss, das zum Zerkleinern hartschaliger Beutetiere geeignet war. Jeder Zahn besaß eine lange Wurzel, die in einigen Fällen auch geteilt war.
In den wenigen Fällen, in denen auch Körperkonturen fossil erhalten sind, zeigen sie oft rochenähnliche, abgeflachte Fische mit stark vergrößerten Brustflossen. Die am besten bekannte Gattung Belantsea ist dagegen hochrückig.
Man nimmt an, dass die Petalodontiformes entfernte Verwandte der heutigen Seekatzen (Chimaeriformes) sind.

## Innere Systematik
- Familie Belantseidae
  - Gattungen Belantsea, Ctenoptychius, Netsepoye
- Familie Janassidae
  - Gattung Janassa, Strigilodus
- Familie Petalodontidae
  - Gattungen Itapyrodus, Petalodus, Polyrhizodus
- Familie Pristodontidae
  - Gattungen Megactenopetalus, Peripristis, Petalorhynchus, Pristodus, Siksika
- incertae sedis
  - Gattungen Antliodus, Brachyrhizodus, Cynopodius, Euglossodus, Fissodus, Glyphanodus, Mesolophodus, Paracymatodus, Serratodus